# Storehø
Storehø är en bergstopp i Antarktis. Den ligger i Östantarktis. Norge gör anspråk på området. Toppen på Storehø är 2 125 meter över havet.
Terrängen runt Storehø är varierad. Trakten är obefolkad. Det finns inga samhällen i närheten. 